# Kanton Alençon-2
Kanton Alençon-2 (francouzsky Canton d'Alençon-2) je francouzský kanton v departementu Orne v regionu Normandie. Tvoří ho pouze část města Alençon a obec Saint-Germain-du-Corbéis.